# Intocast

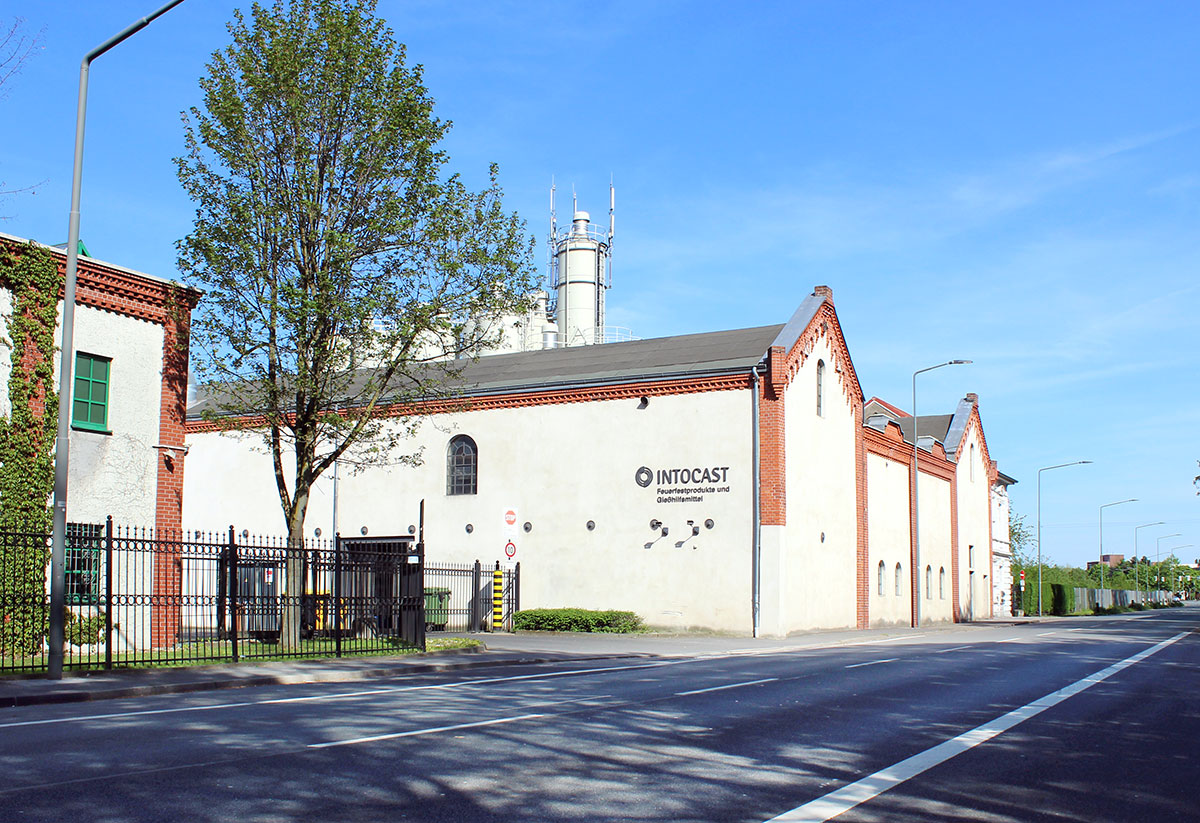
Intocast Produktionsstätte in Ratingen

Die Intocast AG (Eigenschreibweise: INTOCAST) ist ein Unternehmen für Feuerfestprodukte und Gießhilfsmittel mit Firmensitz in Ratingen, Deutschland. Die Intocast-Gruppe hat weltweit Produktions- und Vertriebsstandorte und produziert geformte und ungeformte Feuerfestprodukte, Gießhilfsmittel und metallurgische Schlackenadditive zur Unterstützung von Prozessen zum Erschmelzen, Legieren, Verbrennen und Heißumformen.
Die Anzahl der Beschäftigten liegt im Durchschnitt bei etwa 1440 weltweit. Der konsolidierte Gruppenumsatz beträgt ca. 330 Millionen Euro pro Jahr.

## Geschichte
Intocast wurde im Jahr 1979 gegründet und übernahm die Aktivitäten der Eugen Schwarz GmbH, die bereits seit 1922 die deutsche und europäische Stahlindustrie mit Hilfsmitteln zur Eisen- und Stahlerzeugung belieferte. Im Verlauf der letzten Jahrzehnte wuchs die Intocast-Gruppe durch Akquisitionen und Beteiligungen zu einem global agierenden, mittelständischen Unternehmen mit 12 deutschen und 18 ausländischen Betriebsstätten.

## Standorte
In Deutschland hat Intocast Standorte in Ratingen, Krefeld, Duisburg, Oberhausen und Großdubrau. Weitere Standorte unterhält die Firma in Brasilien, Großbritannien, Italien, Rumänien, Russland, Slowakei, Spanien und Südafrika.